# シッカーポイント

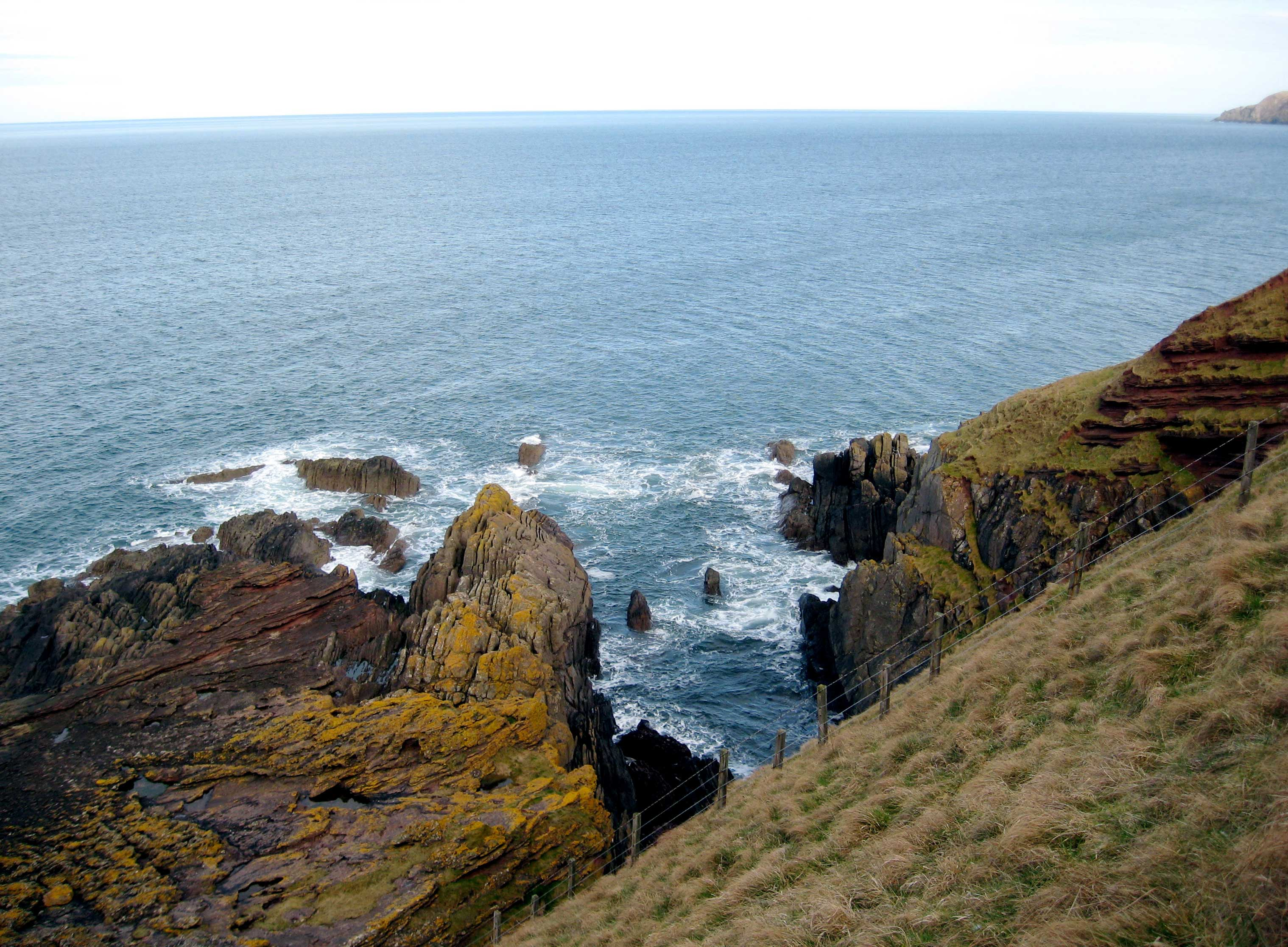
ハットンの不整合

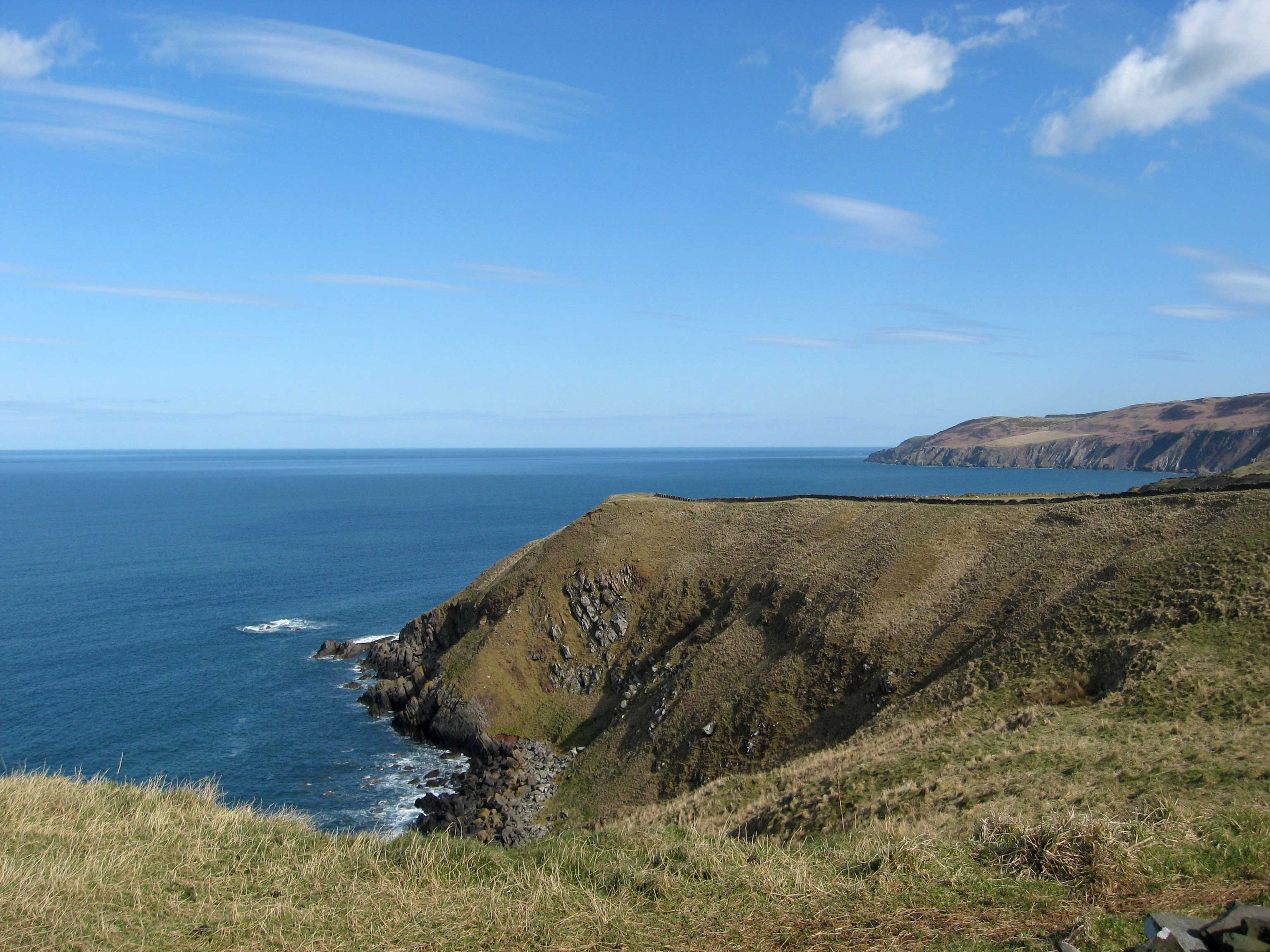
シッカーポイント

シッカーポイント（英: Siccar Point）はスコットランド東部海岸バーウィックシャー州（Berwickshire）にある岬。ジェームズ・ハットンが彼の地質理論である斉一説を証明するものとして発見したハットンの不整合（Hutton's Unconformity）がある場所として地質学上有名。
1788年6月のよく晴れた日の午後、ダングラス・バーン海岸から小舟で出発し、海岸沿いを南へと向かった。出発点から半マイルほどのリード・ポイントの岬についた。此処には上陸せず、さらに南下した。数百ヤード先の岬を通り過ぎるとピース湾の美しい砂浜についた。砂の中から美しい赤色砂岩の崖が隆起していた。さらに南下を続け、次の岬を回ったところで3人は船を降り、海岸に立った。そこの崖は、底に灰色の第1次雲母状片岩が露頭を見せ、層は横縞でなく垂直に、その上に礫岩の入り混じった層が数フィートある。さらに黒泥層の上に別の水平な岩石層が見える。それらの層は赤色の岩肌をしている。シッカー・ポイントである。
彼がジェームズ・ホール（James Hall）およびジョン・プレイフェアと共に船を出して観察したこの不整合では、4億2500万年前のシルル紀の垂直なグレーワッケ地層に、やや傾斜した3億4500万年前のデボン紀旧赤色砂岩地層が被さる。